# Gustavo Almeida dos Santos
Gustavo Almeida dos Santos, thường được biết đến với tên ngắn gọn là Gustavo (sinh ngày 25 tháng 7 năm 1996) là một cầu thủ bóng đá chuyên nghiệp người Brazil hiện thi đấu cho câu lạc bộ bóng đá UiTM tại Malaysia Super League.